# ريتشارد بيلينجهام
ريتشارد بيلينجهام (بالإنجليزية: Richard Bellingham)‏ هو محامي وسياسي أمريكي، ولد في 1592 في بوسطن في المملكة المتحدة، وتوفي في 7 ديسمبر 1672 في بوسطن في الولايات المتحدة.

## مناصب
- انتخب Member of the 1628-29 Parliament ‏ عن دائرة Boston ‏.
- انتخب حاكم مستعمرة خليج ماساتشوستس (3 مايو 1665 – 12 ديسمبر 1672).
- انتخب حاكم مستعمرة خليج ماساتشوستس (3 مايو 1654 – 23 مايو 1655).
- انتخب حاكم مستعمرة خليج ماساتشوستس (2 يونيو 1641 – 18 مايو 1642).
- انتخب عضو مجلس النواب في البرلمان البريطاني.